# IC 2698
IC 2698 је галаксија у сазвјежђу Лав која се налази на листи објеката дубоког неба у Индекс каталогу.
Деклинација објекта је + 11° 53' 7" а ректасцензија 11h 17m 51,1s. Привидна величина (магнитуда) објекта IC 2698 износи 14,5 а фотографска магнитуда 15,3. IC 2698 је још познат и под ознакама CGCG 67-51, PGC 34510.